# Maximilian Stockenhuber
Maximilian Stockenhuber (* 28. September 1921 in Andrichsfurt; † 25. April 1998 in Linz) war ein österreichischer Bildhauer.

## Leben und Wirken

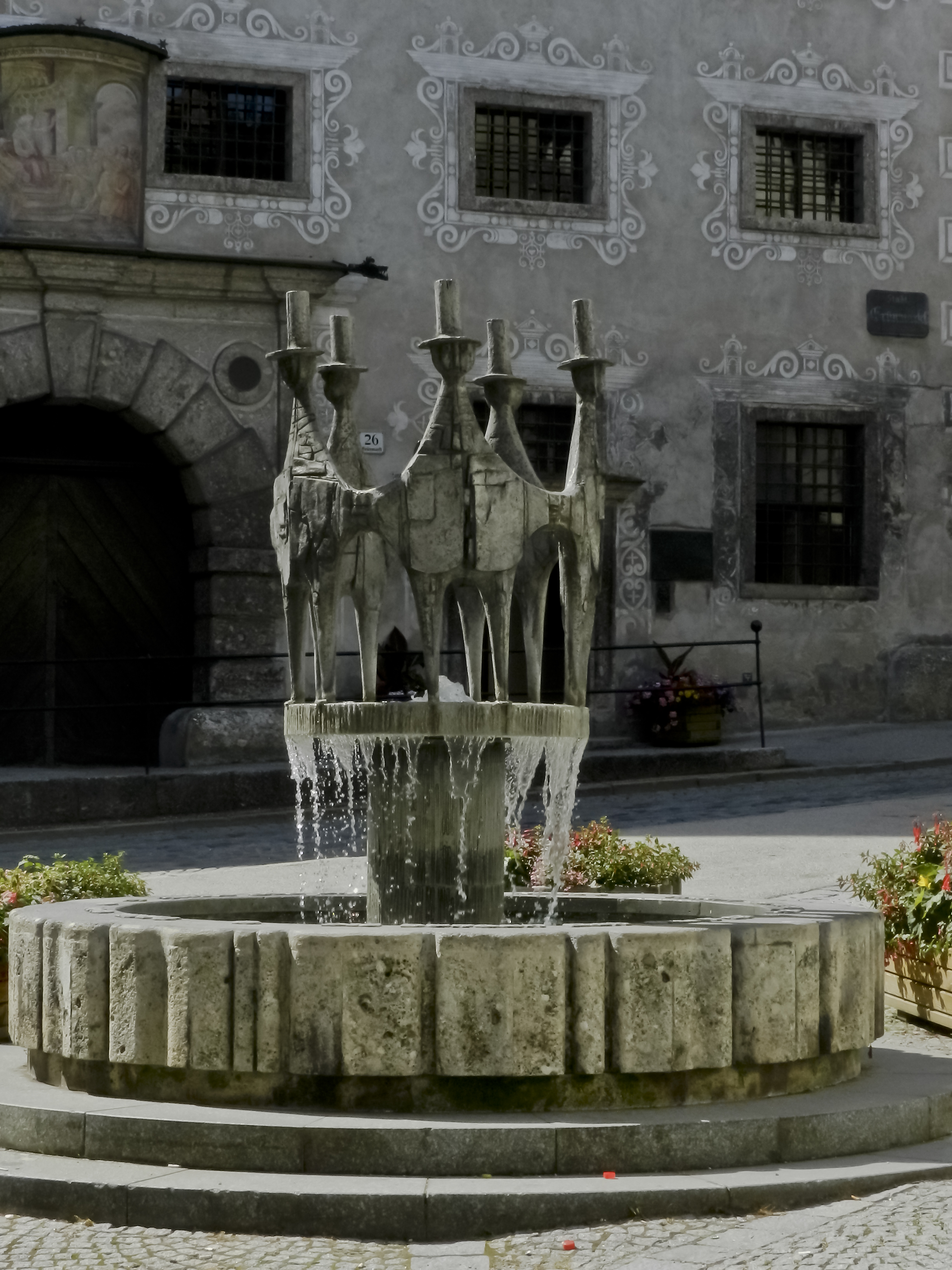
Der Bürgerbrunnen vor dem Innerberger Stadel in Steyr aus dem Jahre 1977

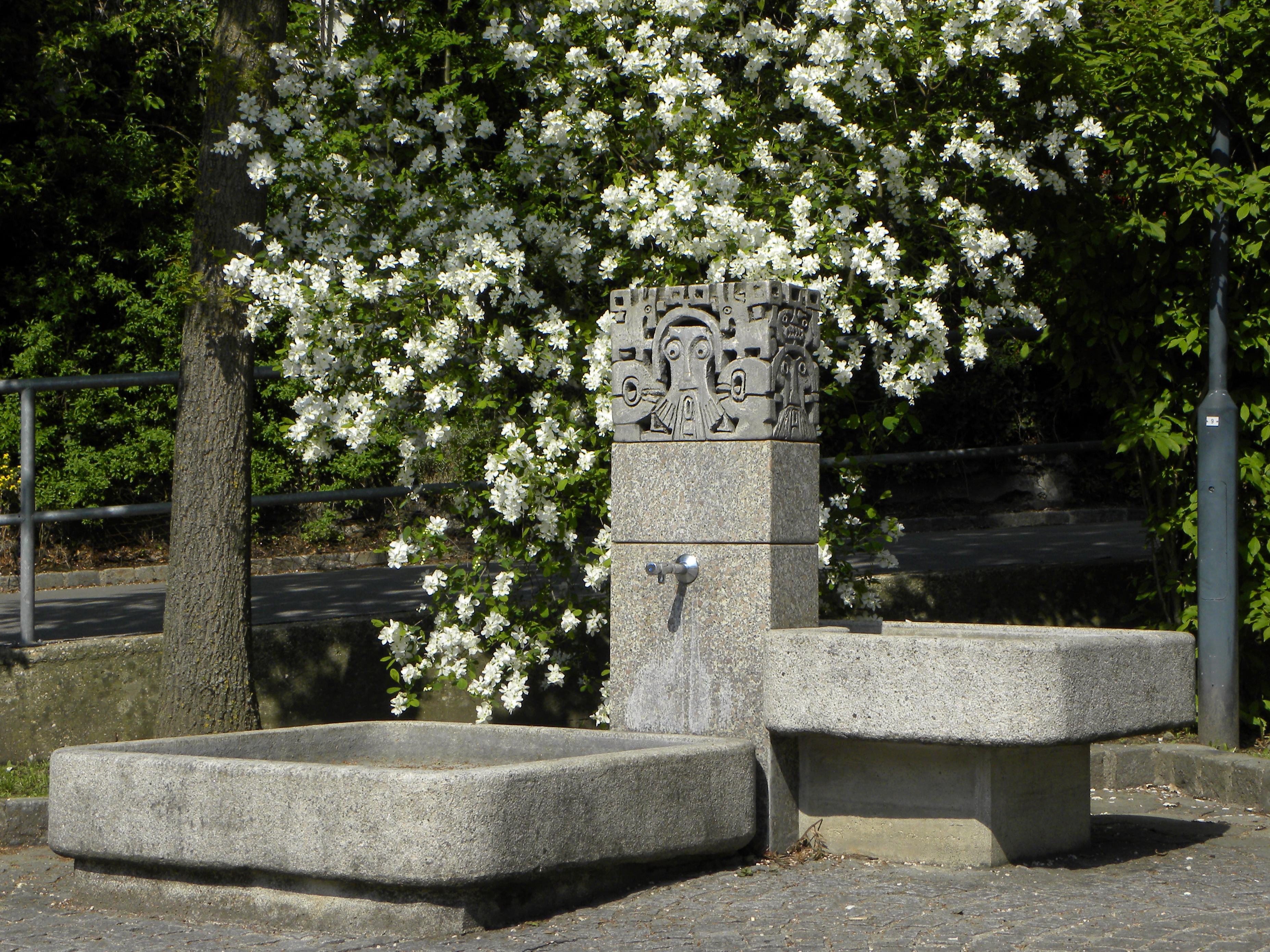
Brunnen auf dem Ortsplatz von St. Magdalena (Linz), 1975

Er besuchte von 1938 bis 1941 die Fachschule für Holzbildhauerei in Hallstatt (Scherrer, Pfaffenbichler) und absolvierte von 1945 bis 1950 die Akademie der bildenden Künste Wien (Josef Müllner, Herbert Boeckl). Ab 1950 war er freischaffender Künstler in St. Magdalena (Linz).
Er war Mitglied des Oberösterreichischen Kunstvereins, der Innviertler Künstlergilde und der Mühlviertler Künstlergilde sowie der Berufsvereinigung der bildenden Künstler in Linz.
Er wurde am Friedhof St. Magdalena (Linz) bestattet.

## Werke (Auswahl)
Die Bandbreite seiner künstlerischen Darstellungswelt reicht von beinahe realistisch anmutenden bis hin zu stürmisch expressionistischen und eigenwillig abstrakten Ausdrucksformen. Dreidimensionale Arbeiten in Stein, Holz, Metall und Keramik einerseits und Grafiken, Aquarelle sowie Holz- und Linolschnitte zeigen die Vielfalt seines künstlerischen Schaffens.
Zahlreiche Mörtelschnitte, Reliefs, Krieger- und Grabdenkmäler in Linz wurden von ihm geschaffen:
- 1989 Skulptur hl. Leopold an der Pfarrkirche hl. Leopold in Linz
- Rosette aus Figuren, welche den Schriftzug „Raiffeisen Bildungshaus“ umschließen, sowie Bauinschrift des Bildungshauses in St. Magdalena
- Nixenbrunnen in Linz, Klausenbachstraße, Brunnen Pferdebahnpromenade, Brunnen St. Magdalena Ortsplatz (1975)
- Denkmalgeschütztes Kriegerdenkmal in Feldkirchen an der Donau (1964)
- Hauptmotive der Symphonien Anton Bruckners in Bronze getrieben im Geburtszimmer des Musikers in Ansfelden[4]
- Kriegerdenkmal in Andrichsfurt

## Ausstellungen
- Kunst aus Oberösterreich, Modern Art Galerie, Oberösterreichischer Kunstverein (1978)
- Gleich-zeitig – 140 Jahre OÖ. Kunstverein – Arbeiten aus dem Jahr 1990, Museum Francisco-Carolinum, Oberösterreichischer Kunstverein
- Plastiken von Max Stockenhuber und Malerei von Hans Stumbauer in der Galerie der Mühlviertler Künstlergilde im Landeskulturzentrum Ursulinenhof (1993)
- Max Stockenhuber Gedächtnisausstellung in der Galerie der Zülow Gruppe im Landeskulturzentrum Ursulinenhof (2011)

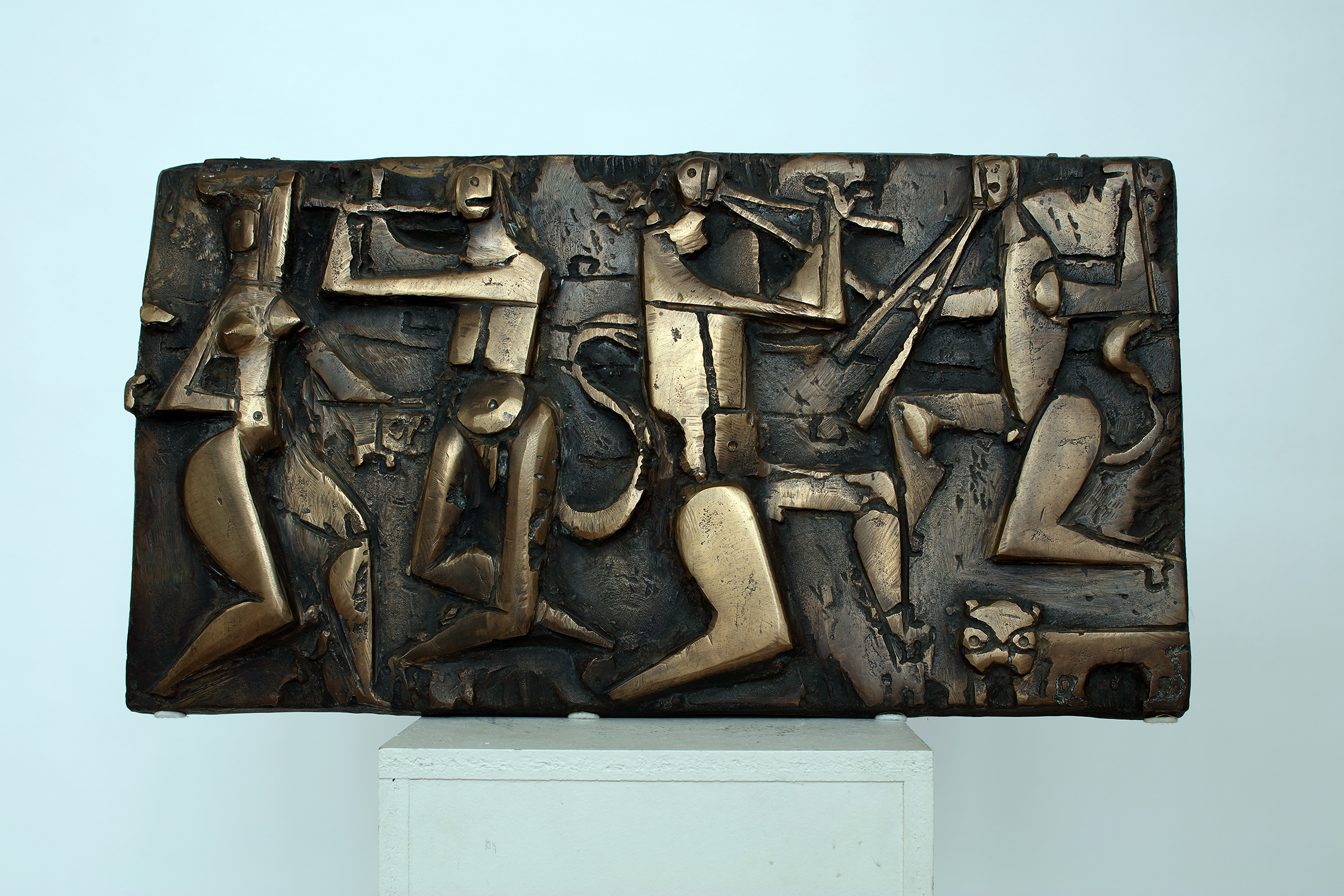
Bronzerelief Musikanten von Max Stockenhuber 68 × 37 cm

- Max Stockenhuber Gedächtnisausstellung zum 90. Geburtstag, Kulturabteilung der Stadtgemeinde Ried im Innkreis (2011)

## Auszeichnung
- Verleihung des Titels Professor (1975)
- Ehrenkreuz für Wissenschaft und Kunst (1980)

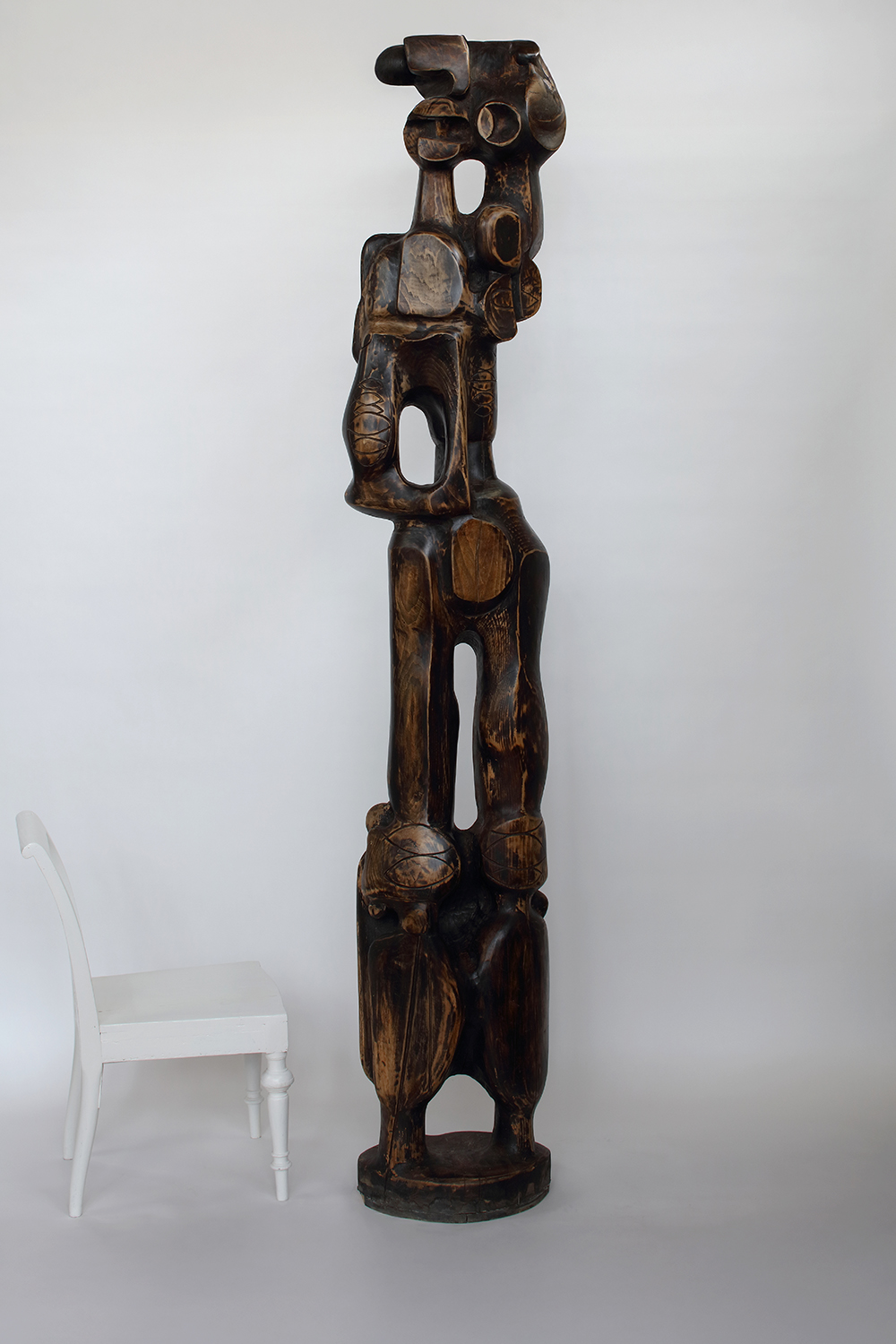
Wächter, Holzskulptur von Max Stockenhuber, Höhe 250 cm

## Literatur

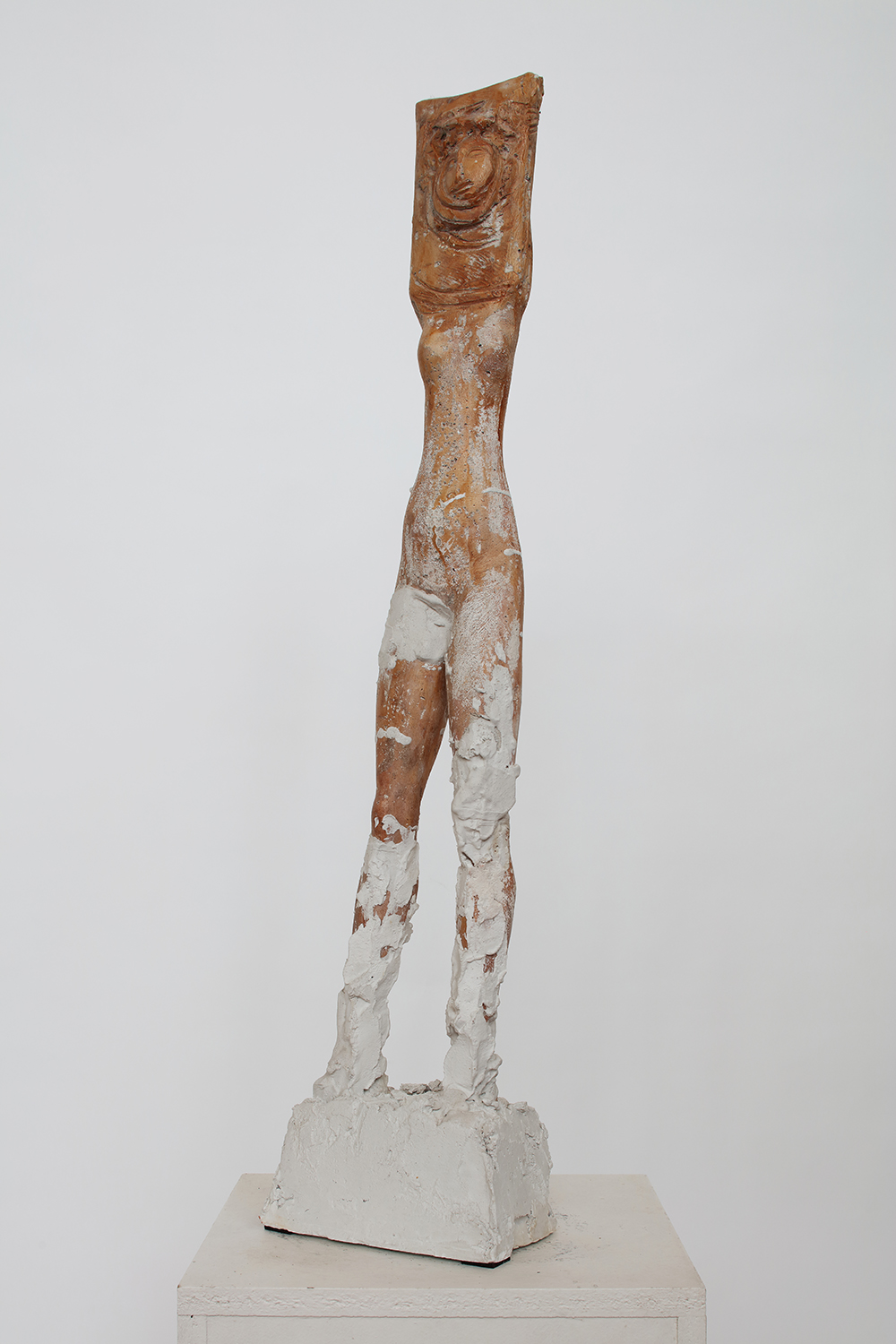
Weiblicher Akt, Gips, Lehm, Höhe 76 cm